# Nitu
Nitu is een bestuurslaag in het regentschap Bima van de provincie West-Nusa Tenggara, Indonesië. Nitu telt 1250 inwoners (volkstelling 2010).